# القاعة (خميس مشيط)
القاعة منطقة جغرافية تاريخية، اشتهرت بوقوعها على طريق الحج اليمني بين صنعاء ومكة المكرمة.

## الموقع
القاعة هي أرض مستوية مغطاة بالحصباء البركانية٬ تقع إلى الشمال الشرقي من خميس مشيط بمسافة تبلغ نحو 50 كم٬ وتنتشر في نواحيها معالم جغرافية مشهورة٬ مثل: جبل أم القصص٬ وجبل أُعيبل٬ وجبل قرن القاعة، ولهذا السهل ومعالمه الجغرافية ذكر عند الهمداني عندما تعرض لطريق الحج اليمني.

## الوصف
يشتمل الحد الجنوبي من سهل القاعة على مجموعة من الآبار القديمة المطوية المعروفة محليًا باسم (آبار الحفائر) التي يصل عددها إلى 5 آبار، ويحد موقع الآبار من الشمال وادي الغول ووادي وطاط٬ ومن الشرق وادي وطاط ووادي الخليج٬ في حين يحدها من الجنوب وادي الغول وجبل قرين القاعة٬ ومن الغرب وادي الغول ووادي حافش٬ وقد أدت هذه الآبار دورها بوصفها محطة من محطات طريق الحج اليمني٬ ولا يزال بعضها في حيز الاستخدام حتى الوقت الحاضر.